# Naso elegans
Naso elegans е вид бодлоперка от семейство Acanthuridae. Видът не е застрашен от изчезване.

## Разпространение и местообитание
Разпространен е в Бангладеш, Британска индоокеанска територия, Джибути, Египет, Еритрея, Йемен, Израел, Индия (Андамански и Никобарски острови), Индонезия, Йордания, Кения, Кокосови острови, Коморски острови, Мавриций, Мадагаскар, Майот, Малайзия, Малдиви, Мианмар, Мозамбик, Оман, Остров Рождество, Реюнион, Саудитска Арабия, Сейшели, Сингапур, Сомалия, Судан, Тайланд, Танзания, Френски южни и антарктически територии (Нормандски острови), Шри Ланка и Южна Африка.
Обитава океани, морета, заливи и рифове в райони с тропически климат. Среща се на дълбочина от 5 до 30 m.

## Описание
На дължина достигат до 45 cm.